# Rauvolfia viridis
Rauvolfia viridis är en oleanderväxtart som beskrevs av Carl Ludwig von Willdenow, Johann Jakob Roemer och Schult.. Rauvolfia viridis ingår i släktet Rauvolfia och familjen oleanderväxter. Inga underarter finns listade i Catalogue of Life.